# 土耳其阶梯

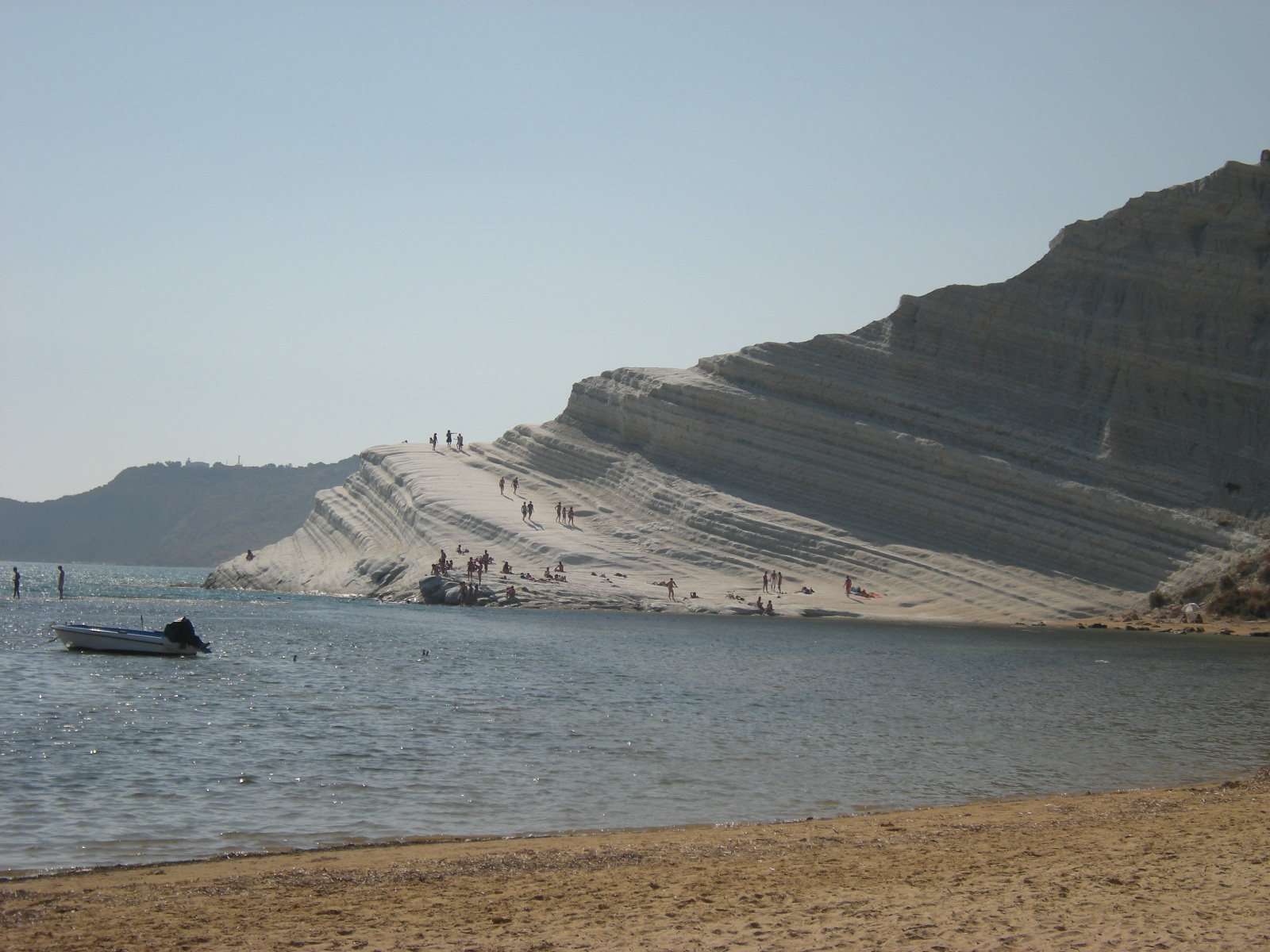
土耳其阶梯

土耳其阶梯（義大利語：Scala dei Turchi）是意大利西西里岛南部雷阿尔蒙特海岸的一处不同寻常的白色岩石峭壁，靠近恩佩多克莱港。它曾出现在安德烈·卡米莱里关于蒙塔尔巴诺的系列侦探小说中，现已成为一个旅游景点。
土耳其阶梯由泥灰岩构成。它位于两个沙滩之间，通过阶梯形状的石灰岩岩层到达。名字的后半部分则得名于历史上曾频繁遭到摩尔人的袭击。
2007年8月，雷阿尔蒙特市申請將土耳其阶梯（与附近的罗马别墅一起）列入世界遗产。

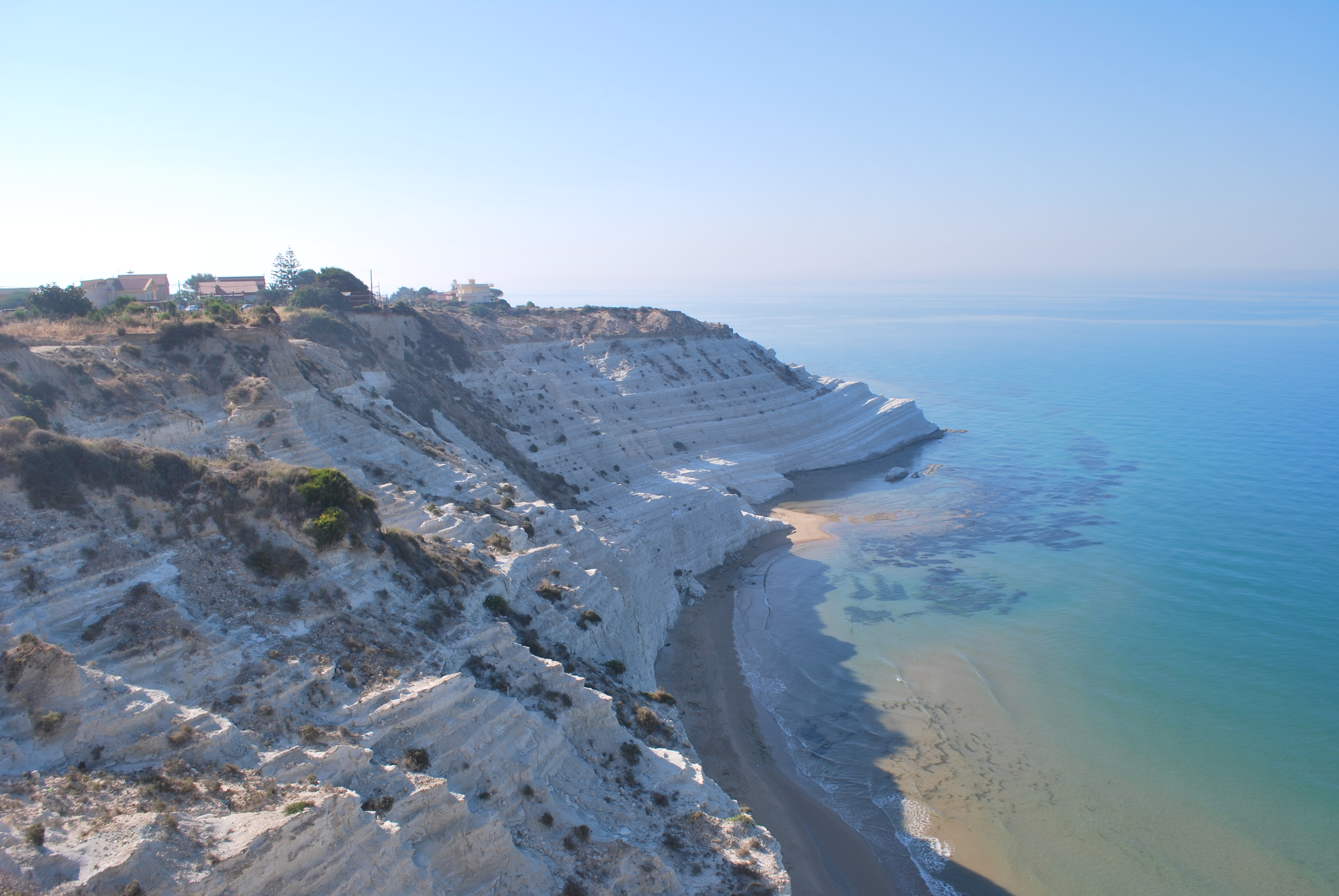
土耳其阶梯

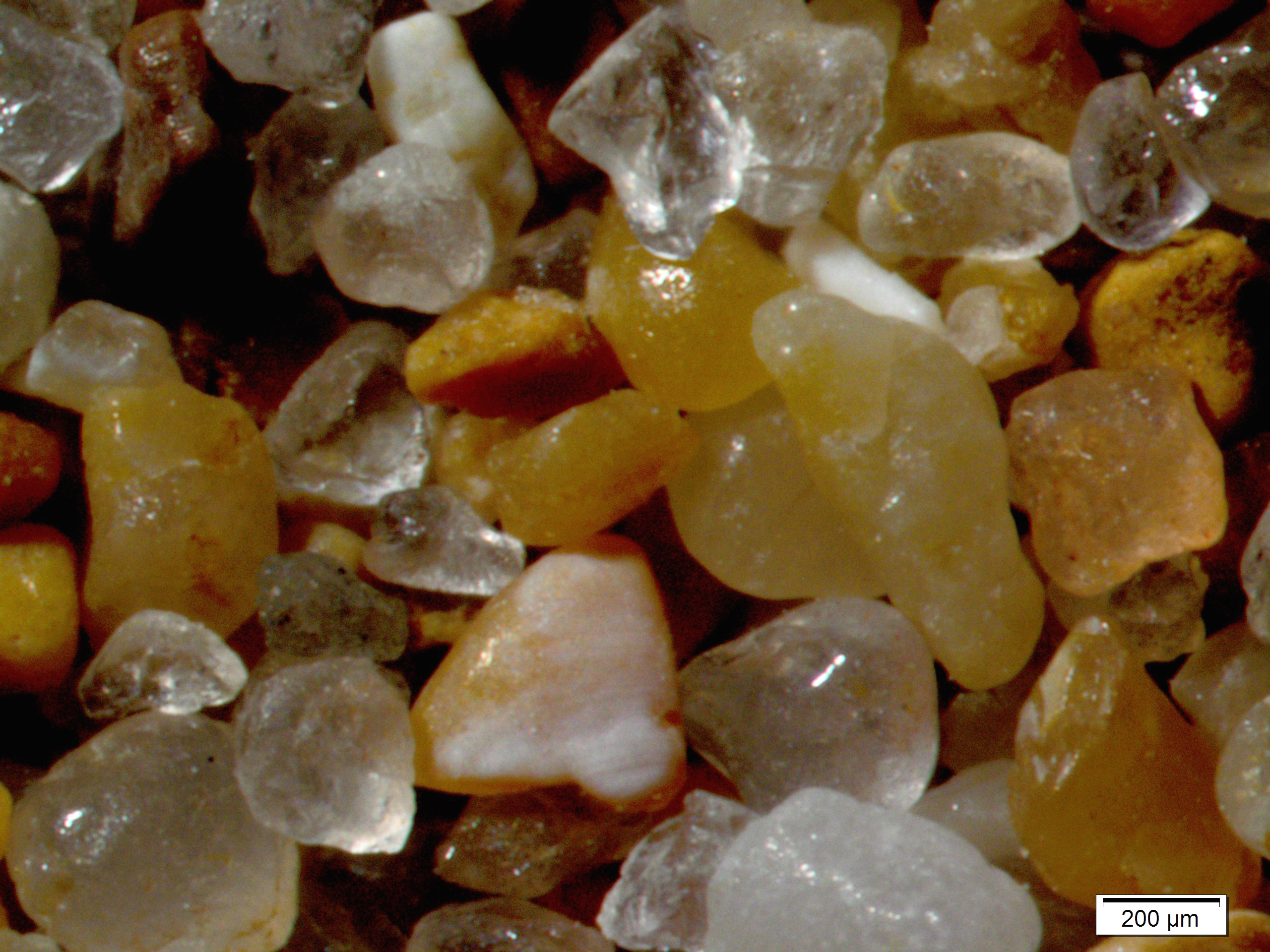
土耳其阶梯海滩的沙子，主要是由石英和贝壳碎片组成

37°17′24″N 13°28′22″E / 37.2900°N 13.4728°E